# Daryl Janmaat
Daryl Janmaat, né le 22 juillet 1989 à Leidschendam aux Pays-Bas, est un footballeur international néerlandais qui évolue au poste d'arrière droit.

## Biographie

### En club
Né à Leidschendam aux Pays-Bas, il est formé par le Feyenoord Rotterdam. Mais c'est à l'ADO La Haye qu'il commence sa carrière professionnelle. 
Janmaat inscrit son premier but en professionnel le 12 octobre 2007, à l'occasion d'un match de championnat face au TOP Oss. Titularisé, il ouvre le score, et contribue à la victoire de son équipe par trois buts à un.
Il signe en 2008 au SC Heerenveen où il remporte la coupe des Pays-Bas en 2009.
En 2012, il fait son retour au Feyenoord Rotterdam.
Le 17 juillet 2014, Daryl Janmaat signe en faveur de Newcastle United pour un contrat de six ans, et arrive pour remplacer Mathieu Debuchy, parti à l'Arsenal FC.
Le 24 août 2016, à la suite de la relégation de Newcastle, Janmaat s'engage avec un autre club de Premier League, le Watford FC, qui le recrute pour 7,5 millions de livres. Trois jours plus tard il joue son premier match sous ses nouvelles couleurs lors d'une rencontre de championnat contre l'Arsenal FC. Il entre en jeu à la place de Christian Kabasele lors de cette rencontre perdue par les siens (1-3). Il inscrit son premier but en club lors de la lourde défaite de Watford contre le Liverpool FC en championnat (6-1) le 6 novembre 2016.
Le 12 octobre 2020, le club de Watford annonce qu'il libère Janmaat de son contrat, lui permettant ainsi de rejoindre un autre club sans indemnité de transfert.
Alors qu'il était sans club depuis son départ de Watford, Janmaat s'engage librement avec l'ADO La Haye le 1er janvier 2021, signant un contrat courant jusqu'en juin 2023. Il fait ainsi son retour dans le club qui l'a lancé en professionnel.
Le 22 juin 2022, alors qu'il lui reste pourtant un an de contrat avec l'ADO La Haye, Daryl Janmaat met finalement un terme à sa carrière professionnelle, à l'âge de 32 ans,.

### En sélection
Après avoir côtoyé les sélections jeunes des Pays-Bas, il est appelé par Louis van Gaal, en septembre 2012, pour disputer deux matchs qualificatifs à la Coupe du monde 2014 face à la Turquie et la Hongrie. C'est lors de la rencontre face à la sélection turque qu'il honore sa première sélection en étant titulaire au poste d'arrière droit.

### Style de jeu
Il est connu pour ses interceptions ses poussés offensives, ses centres, son endurance sa résistance et sa belle frappe.

### Reconversion
Tout juste retraité depuis juin 2022, Daryl Janmaat devient dans la foulée directeur sportif du club où il vient de terminer sa carrière de joueur, l'ADO La Haye.

## Palmarès
SC Heerenveen
- Coupe des Pays-Bas (1) : 2009